# John Scopes
John Thomas Scopes (n. 3 august 1900, Paducah⁠(d), Kentucky, SUA – d. 21 octombrie 1970, Shreveport, Louisiana, SUA) a fost inițial un învățător american din SUA. El va devine cunoscut în anul 1925 prin Procesul Scopes, care a fost urmarea nerespectării lui Scopes a legii care interzicea predării  în școli a Teoriei evoluționiste a lui Darwin.

## Biografie
Scopes a fost învățător în Dayton, Tennessee, statul Tennessee. Pe atunci era foarte populară legea care interzicea predarea în școli a teoriei evoluționiste. Legea Butler Act din 13 mai 1925 care prevedea suspendarea finanțării școlilor în Tennessee, unde se predă teoria lui Darwin, lege prin care și-au asigurat candidatura politicienii fundamentaliști creștini. John Thomas Scopes refuză să accepte legea și va preda în școală teoria evoluționistă. In vara anului 1925 Scopes care avea pe atunci vârsta de 25 de ani va fi acuzat de nerespectarea legii. Astfel va începe procesul celebru numit și „Procesul maimuței” proces care a intrat în istoria SUA. Apărarea lui o va prelua avocatul renumit Clarence Darrow, iar în final procesul se va termina printr-un compromis, Scopes va trebui să plătească suma de 100 de dolari. Apărarea în schimb va demonstra în mod public prin argumente logice caraghioslîcul legii „Butler Act”. Procesul a contribuit la cunoașterea și răspândirea teoriei evoluționiste, fiind eliminate prejudecățile legate de teorie. Procesul a fost însoțit și de dezbateri politice vehemente între fundamentaliști ca populistul „William Jennings Bryan” pe de o parte și oameni de știință și membrii ai organizației cetățenești American Civil Liberties Union pe de altă parte. După proces Scopes care devine popular, termină studiile de geologie la University of Chicago și va lucra în domeniul petrolifer în Venezuela.

## Teatru și film
Procesul a fost transpus ca piesă de teatru și pe ecran, filmul, Procesul maimuțelor având în rolurile principale pe Spencer Tracy, Fredric March și Gene Kelly.